# Palazzo Thiene Bonin Longare

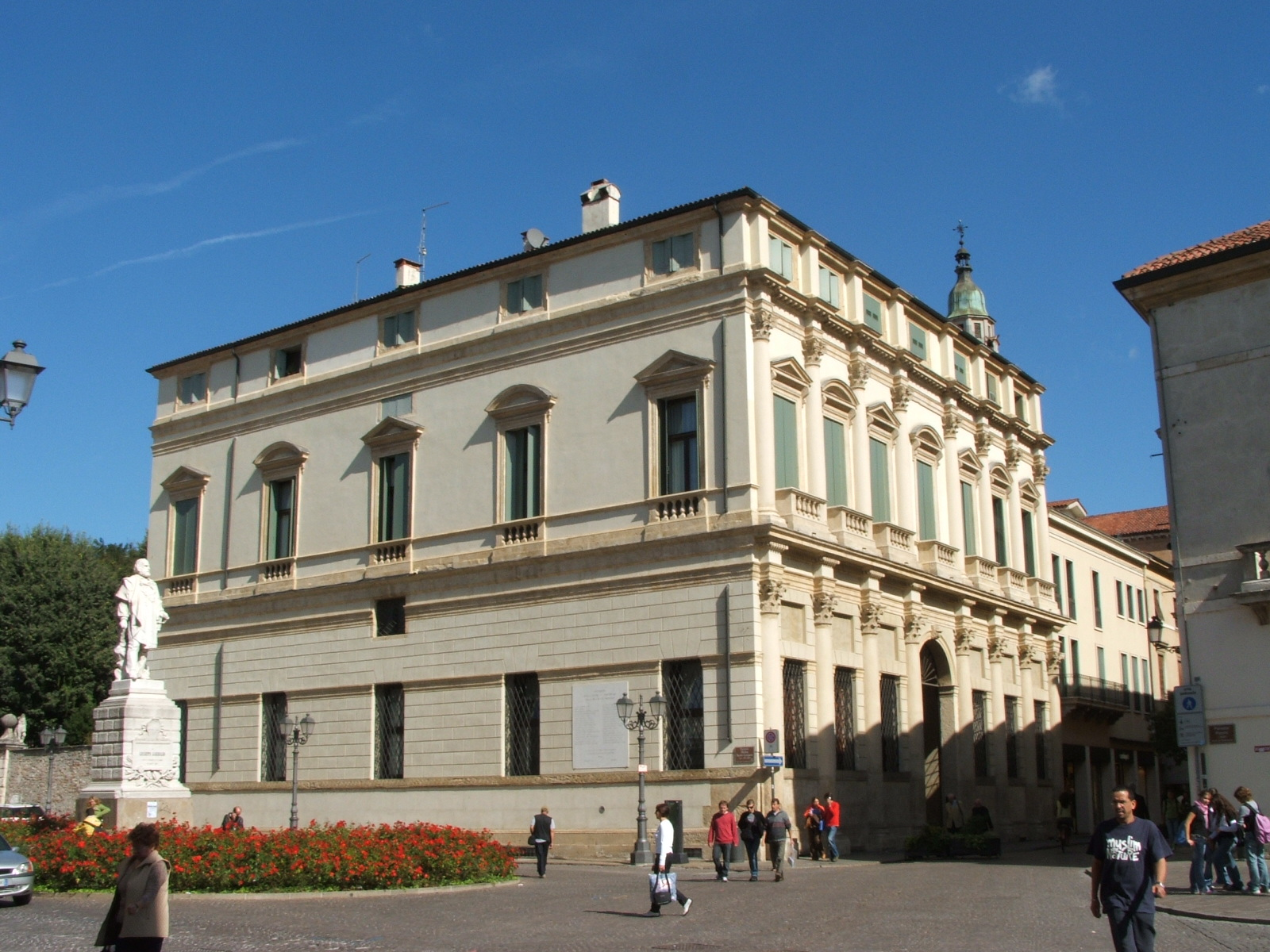
Fachada do Palazzo Thiene Bonin Longare.

| Imagem: Cidade de Vicenza e Villas de Palladio no Véneto | O Palazzo Thiene Bonin Longare está incluído no sítio "Cidade de Vicenza e Villas de Palladio no Véneto", Património Mundial da UNESCO. |  |

O Palazzo Thiene Bonin Longare é um palácio de Vicenza projectado por Andrea Palladio, presumivelmente, em 1572 e edificado por Vincenzo Scamozzi depois da morte do mestre.
O palácio, juntamente com as outras obras arquitectónicas de Palladio em Vicenza, está incluído na lista do Património da Humanidade da UNESCO como parte do sítio Cidade de Vicenza e Villas de Palladio no Véneto. Actualmente é sede da Confindustria Vicenza.

## História e arquitectura

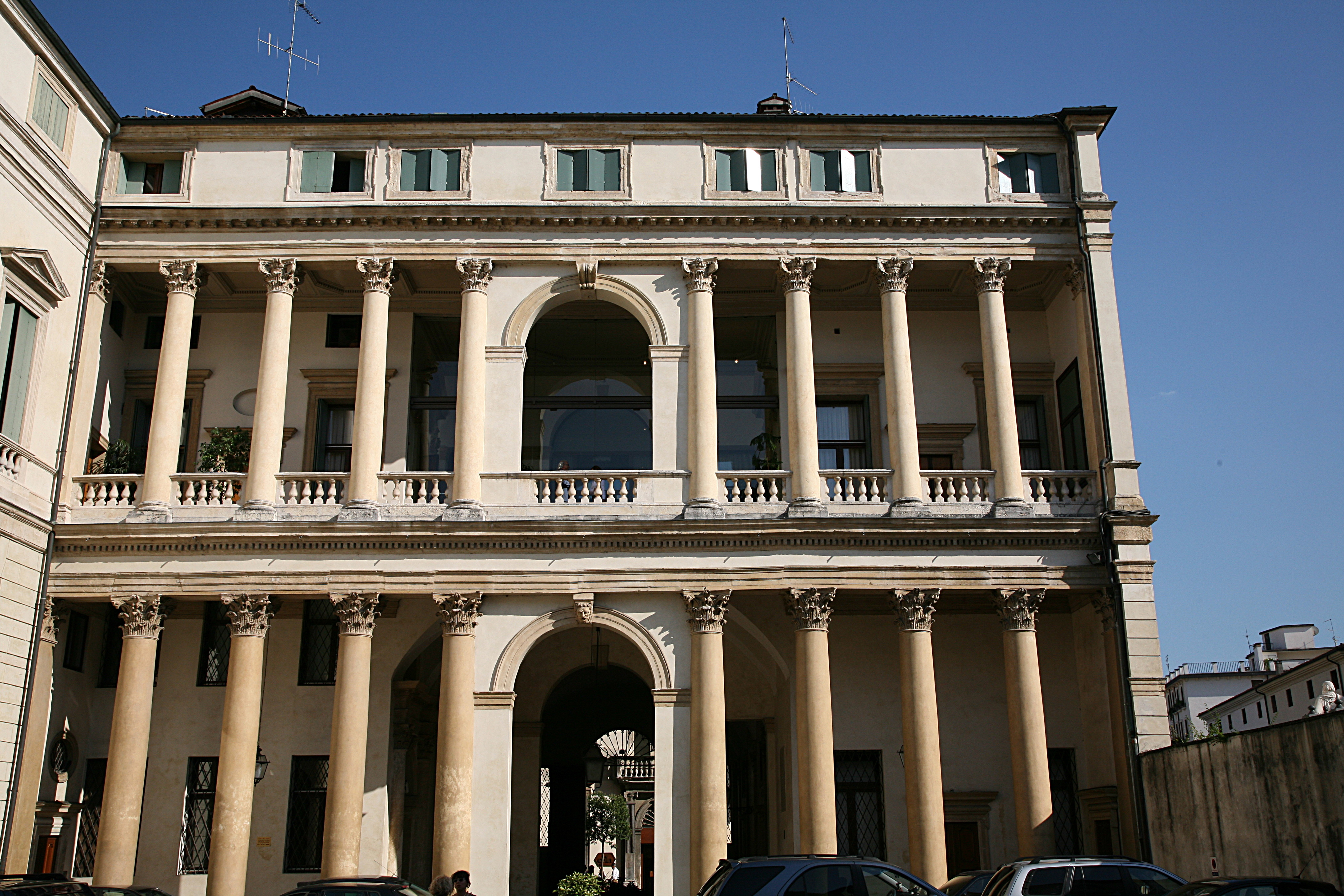
A dupla loggia visível no pátio interno.

Na história do palácio que Francesco Thiene mandou realizar na propriedade de família situada na extremidade ocidental da Strada Maggiore (o actual Corso Palladio) junto do Castello subsistem mais dúvidas que certezes, a começar pela data da construção. Aquando da morte de Palladio, o edifício ainda não estava realizado: na Pianta Angelica de 1580 ainda só aparecem, de facto, as velhas casas e o jardim. De um documento de 1586 resulta pelo menos o início do estaleiro e seguramente em 1593, aquando da morte do cliente, Francesco Thiene, o palácio tinha pelo menos um terço construído. Enea Thiene, que herdou os bens do seu tio Francesco, levou o edifício à conclusão, provavelmente entre as primeiras décadas do século XVII.
O palácio foi adquirido em 1835 por Lelio Bonin Longare.
No seu tratado L'idea della architettura universale (editado em Venezia em 1615), Vincenzo Scamozzi escreve que terá levado ao cumprimento as obras do edifício com base no projecto de outros (sem especificar de quem se trata) com algumas variações em relação ao original (do qual não esclarece a identidade). O arquitecto não nomeado por Scamozzi é seguramente Andrea Palladio, uma vez que existem duas folhas autografadas que se referem ao palácio para Francesco Thiene: nestas, estão traçadas duas variantes de planimetria, substancialmente próximas das do edifício actual, e um esboço para a fachada, muito diferente daquela depois realizada.
Não é claro quando Palladio terá formulado as próprias ideias para o palácio, mas é credível que isso terá acontecido em 1572, ano em que Francesco Thiene e o seu tio Orazio dividem as propriedades de família e o primeiro obtém a própria área onde depois surgirá o edifício palladiano. Analisando o edifício realizado, aparecem diversos elementos que tornam possível a datação da ideia na década de 1570, considerando os muitos pontos de contacto com, por exemplo, o Palazzo Barbaran da Porto, tanto no desenho da parte inferior da fachada como na grande loggia com dupla ordem no pátio. O flanco, por outro lado, poderá ser obra de Vincenzo Scamozzi, considerando a sua afinidade com o Palazzo Trissino ao Duomo. Também o profundo átrio, substancialmente indiferente à grelha das ordens, poderá ser scamozziano e é interessante notar que enquanto as salas à sua direita quando se entra reutilizam claramente a preexistente alvenaria bastante irregular, aquelas à sua esquerda são perfeitamente regulares, sendo evidentemente fruto de novas fundações.

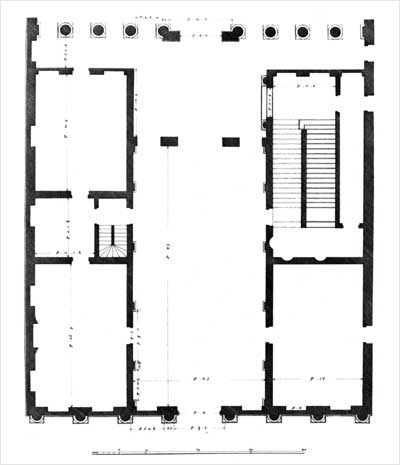
Planta do palácio, por Ottavio Bertotti Scamozzi, 1776
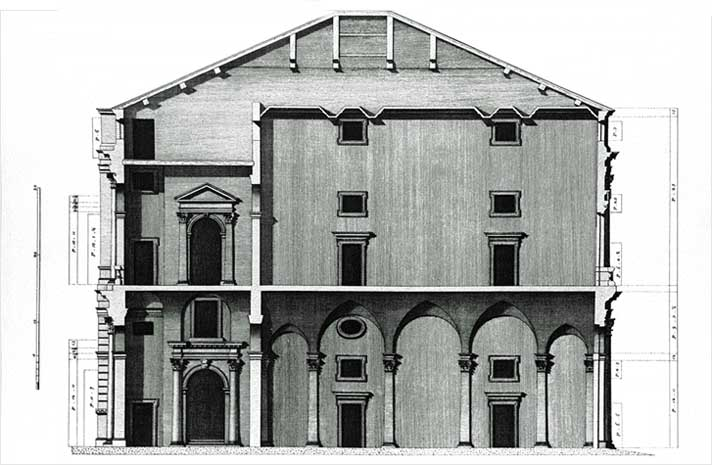
Secção do palácio por Ottavio Bertotti Scamozzi, 1776
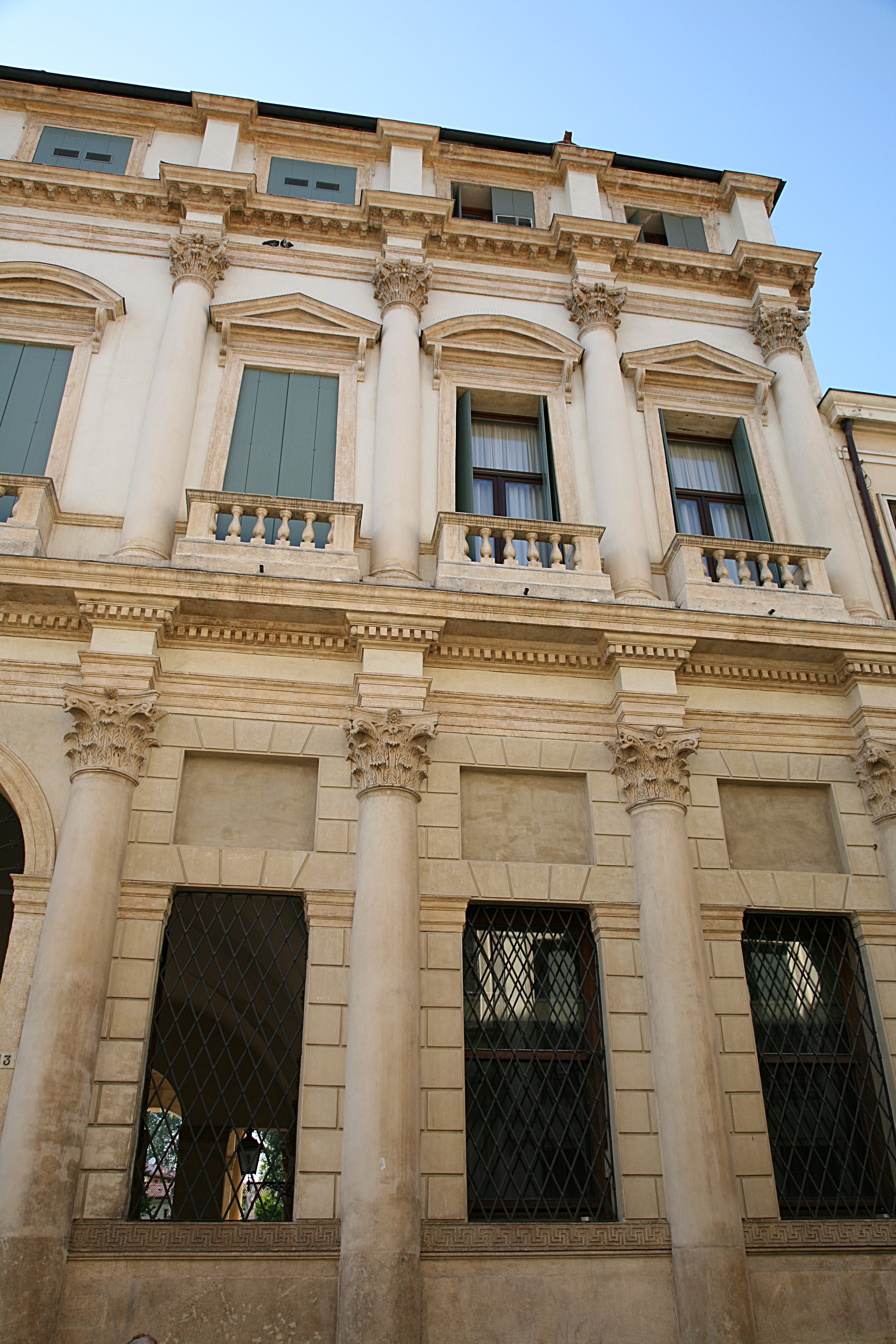
Detalhe da fachada no Corso Palladio